# Oskar von Büren
Oskar von Büren (* 27. März 1933 in Zürich) ist ein ehemaliger Schweizer Radrennfahrer, der hauptsächlich auf der Bahn aktiv war.
1952 gewann er als Amateur die Meisterschaft von Zürich. Im selben Jahr startete er bei den Olympischen Sommerspielen in Helsinki mit Hans Pfenninger, Heinrich Müller und Max Wirth in der Mannschaftsverfolgung, wo das Schweizer Quartett im Viertelfinal gegen die Mannschaft aus Italien ausschied, die später die Goldmedaille gewann.
Anschliessend war von Büren von 1953 bis 1962 Profi. Sein grösster Erfolg war der nationale Titel im Zweier-Mannschaftsfahren, gemeinsam mit Erwin Schweizer, als dieser 1957 erstmals in der Schweiz ausgefahren wurde. 1958 wurde er gemeinsam mit Schweizer Vize-Meister in derselben Disziplin und im selben Jahr Dritter der nationalen Strassenmeisterschaft. 1959 belegte er bei den Schweizer Stehermeisterschaften den zweiten und 1960 den dritten Platz. Auch startete er bei zehn Sechstagerennen, kam aber nie über den sechsten Platz hinaus.
Nach seinem Rücktritt vom Radsport betrieb Oskar von Büren seit 1970 ein Hotel in Caslano am Luganersee. Auch seine Brüder Armin und Emil waren Radrennfahrer.